# Puttur (Andhra Pradesh)
Puttur es una ciudad y  municipio situada en el distrito de Chittoor en el estado de Andhra Pradesh (India). Su población es de 54092 habitantes (2011). Se encuentra a 61 km de Chittoor y a 225 km de Bangalore. 

## Demografía
Según el censo de 2011 la población de Puttur era de 54092 habitantes, de los cuales 27017 eran hombres y 27075 eran mujeres. Puttur tiene una tasa media de alfabetización del 78,37%, superior a la media estatal del 67,02%: la alfabetización masculina es del 85,30%, y la alfabetización femenina del 71,51%.